# Eutypa velutina
Eutypa velutina är en svampart som först beskrevs av Carl (Karl) Friedrich Wilhelm Wallroth, och fick sitt nu gällande namn av Pier Andrea Saccardo 1875. Eutypa velutina ingår i släktet Eutypa och familjen Diatrypaceae.   Inga underarter finns listade i Catalogue of Life.